# Opuntia chiangiana
Opuntia chiangiana es una especie de planta que pertenece a la familia Cactaceae.

## Clasificación y descripción
Rastrera, hasta 2,5 m de altura; copa extendida, hasta de 2,5 m de diám. Raíces fibrosas emergen de una parte subterránea globosa. Tronco rastrero, de 15-20 cm hasta la primera ramificación, 12-15 cm diám.; corteza escamosa, de color gris-oscuro, con 7 espinas divergentes, hasta 2,7 cm, en todas las aréolas. Cladodios ascendentes, los adultos elípticos a rómbicos, de base angostada, encorvada, bordes ligeramente cóncavos, ca. 36-37 x 16-17 cm, y 1,5 cm de espesor. Epidermis glabra, estomas paracíticos, poco hundidos; células epidérmicas isodiamétricas, paredes anticlinales sinuosas, verde-oliva oscuro, recubierto de cera grisácea; cladodios juveniles verde-claros. Aréolas con hojas de 5-7 mm, porrectas, subuladas, de color verde-claro con el ápice rosado; cladodios adultos con aréolas elípticas, elevadas, dispuestas en 13 series, distantes 3 cm entre sí, de 3,2 x 1,6 mm, con lana marrón; glóquidas, caducas, dispuestas cerca del borde de la aréola, amarillas, con púas adpresas e imbricadas, ápice ligeramente elevado, ca. 4 mm. Espinas 1 a 3, dispuestas en todas las aréolas del cladodio, divergentes, extendidas, cuando una, doblada en la base, algo refleja, algunas torcidas, subuladas, de 1,5 a 2,7 cm, las más largas en los bordes del cladodio, blancas con el ápice translúcido, en la base con púas angosta y oblongas, adpresas; parte mediana con células paralelas entre sí, recubiertas de cera granulosa, con espacios intercelulares bien marcados. Flores amarillas, de 5.7-6 x 4 cm en la antesis; pericarpelo verde, de 2,5 x 3 cm, reticulado, podarios elevados, tetragonales; aréolas dispuestas en 5 series; espinas 2, blancas, aciculares, de ca. 0,5 cm, sólo en las aréolas superiores; androceo amarillo, la base de los estambres verdosa; estilo blanco-rosado, emergente sobre los estambres, lóbulos del estigma 6, blanco-verdosos; granos de polen periporados, 19 poros, poliédricos, 80-88 mμ de diámetro, tectum reticulado, muros sin espínulas o verrugas. Frutos piriformes, rojo-violáceos, de 3,5 - 4 cm x 2 cm en la parte superior; cicatriz floral hundida, de ca. 0,8 cm de profundidad; aréolas dispuestas en 5 series con 1 a 3 espinas rígidas, punzantes, aciculares, hasta de 1,6 cm de largo, blancas con el ápice púrpura, en casi todas las aréolas; paredes del fruto hasta de 1 cm de ancho, rojizas; funículos semisecos, agridulces. Semillas discordes, de ca. 3 mm x 2,9 mm; arilo lateral ancho, región hilo-micropilar lateral, profunda, micrópilo y funículo inclusos.

### Características distintivas para la identificación de esta especie
Subarbustiva, con tronco definido. Cladodios elípticos a rómbicos, muy angostos en la base. Aréolas en 13 series, todas con espinas. Flores amarillo oscuras. Frutos piriformes, violáceos, con espinas en las aréolas superiores de 1,6 cm, blancas, con el ápice purpúreo, cicatriz floral muy hundida.

## Distribución
Tamaulipas, Distrito Federal y Oaxaca.

## Ambiente
Se trata de una especie del valle de Tehuacán-Cuicatlán, Región de Cuicatlán, que fue encontrada por primera vez y colectada entre en la región de Quiotepec, Pico del Águila hasta y Soyula, cerca de Cuicatlán y Pedregal de San Ángel, Distrito Federal. Tipo de vegetación, bosque tropical caducifolio. Fenología, floración de Julio a Septiembre, frutos persistentes sobre los cladodios durante un año o más.

## Estado de conservación
No se encuentra bajo algún estatus de protección.